# Eparchia di Belgorod

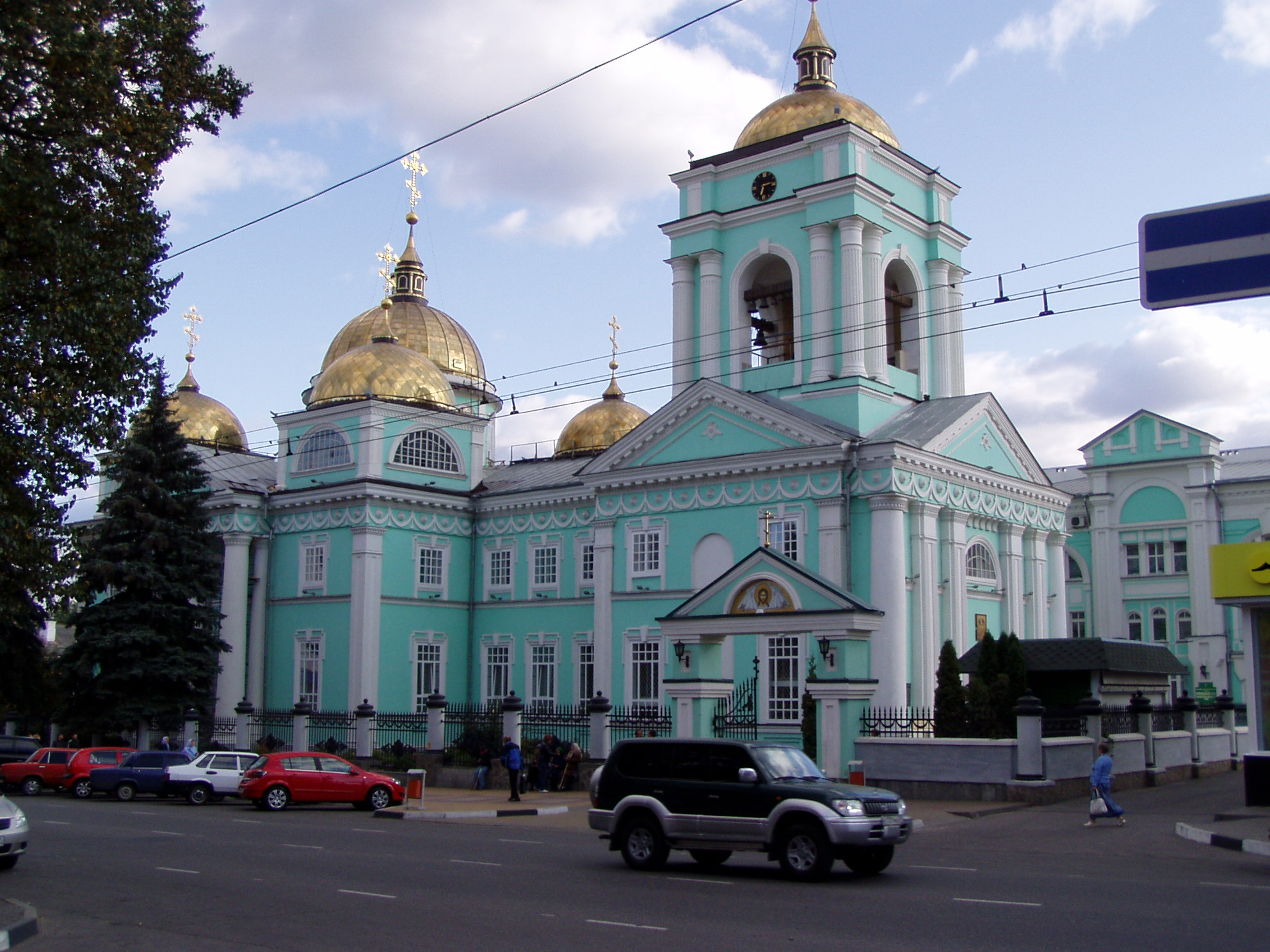
La cattedrale della Trasfigurazione di Belgorod.

L'eparchia di Belgorod (in russo: Белгородская епархия) è una diocesi della Chiesa ortodossa russa, appartenente alla metropolia di Belgorod.

## Territorio
L'eparchia comprende i rajon di Belgorod, Koroča, Novyj Oskol, Staryj Oskol, Černjanka e Šebekino nell'oblast' di Belgorod.
Sede eparchiale è la città di Belgorod, dove si trova la cattedrale della Trasfigurazione. L'eparca ha il titolo ufficiale di «metropolita di Belgorod e Staryj Oskol».
Nel 2020 l'eparchia è suddivisa in 8 decanati per un totale di 190 parrocchie.

## Storia
Fondata nel 1667 col nome di eparchia di Belgorod e Obojan', assunse il nome di Belgorod e Kursk nel 1787 e poi, nel 1799, quello di Kursk e Belgorod. Sede eparchiale era la città di Kursk, benché fino al 1833 le istituzioni e l'amministrazione diocesane rimasero a Belgorod.
Nel 1905 fu istituito il vicariato di Belgorod nell'eparchia di Kursk, che nel 1933 fu eretto in eparchia indipendente. Tuttavia, dopo l'arresto nel 1935 dell'eparca, non seguirono nuove nomine per Belgorod, le cui parrocchie furono nuovamente annesse all'eparchia di Kursk.
Il 17 luglio 1995 fu nuovamente eretta l'eparchia di Belgorod. Il 7 giugno 2012 cedette porzioni del suo territorio a vantaggio dell'erezione delle eparchie di Valujki e di Gubkin.